# Оберот (Баварска)
Оберот (њем. Oberroth) општина је у њемачкој савезној држави Баварска. Једно је од 17 општинских средишта округа Ној-Улм. Према процјени из 2010. у општини је живјело 850 становника. Посједује регионалну шифру (AGS) 9775141.

## Географски и демографски подаци
Оберот се налази у савезној држави Баварска у округу Ној-Улм. Општина се налази на надморској висини од 534 метра. Површина општине износи 10,0 km². У самом мјесту је, према процјени из 2010. године, живјело 850 становника. Просјечна густина становништва износи 85 становника/km².